# (4949) Akasofu
(4949) Akasofu – planetoida z pasa głównego asteroid okrążająca Słońce w ciągu 3 lat i 157 dni w średniej odległości 2,27 j.a. Została odkryta 29 listopada 1988 roku w obserwatorium w Chiyoda przez Takuo Kojimę. Nazwa planetoidy pochodzi od Syun-Ichi Akasofu (ur. 1930), japońskiego profesora geofizyki na Uniwersytecie Fairbanks na Alasce oraz dyrektora International Arctic Research Center w latach 1998-2007. Przed nadaniem nazwy planetoida nosiła oznaczenie tymczasowe (4949) 1988 WE.